# Damián Villa
Damián Alejandro Villa Valadez (* 7. August 1990 in Zamora, Mexiko) ist ein mexikanischer Taekwondoin. Er startet in der Gewichtsklasse bis 58 Kilogramm.
Villa bestritt seine ersten internationalen Titelkämpfe bei der Panamerikameisterschaft 2008 in Caguas, schied jedoch in seinem Auftaktkampf aus. Seinen sportlich bislang größten Erfolg verbuchte er im folgenden Jahr bei seiner ersten Weltmeisterschaft in Kopenhagen. In der Klasse bis 58 Kilogramm zog er überraschend ins Finale ein und gewann nach einer Niederlage gegen Joel González die Silbermedaille. Erfolgreich verlief für Villa auch das Jahr 2011. Bei den Panamerikanischen Spielen in Guadalajara kämpfte er sich bis ins Finale vor und gewann Silber, beim amerikanischen Olympiaqualifikationsturnier in Santiago de Querétaro gewann er den entscheidenden Kampf um den dritten Platz und gewann einen Quotenplatz für die Olympischen Spiele 2012 in London. Überraschend verlor Villa jedoch die mannschaftsinterne Qualifikation gegen Diego García de León und verpasste die Teilnahme an den Spielen.